# Aspicolpus perditellus
Aspicolpus perditellus är en stekelart som beskrevs av Charles Thomas Brues 1933. Aspicolpus perditellus ingår i släktet Aspicolpus och familjen bracksteklar. Inga underarter finns listade.